# Parafia Chrystusa Króla w Kozielicach
Parafia pw. Chrystusa Króla w Kozielicach – parafia rzymskokatolicka z siedzibą w Kozielicach, należąca do dekanatu Golczewo, archidiecezji szczecińsko-kamieńskiej, metropolii szczecińsko-kamieńskiej. 
W parafii posługują księża diecezjalni. Obecnym proboszczem parafii jest ks. Mieczysław Kupski. Rolę kościoła parafialnego pełni kościół pw. Chrystusa Króla, oprócz niego do dyspozycji wiernych są kościoły filialne:
- św. Brata Alberta w Kretlewie[1]
- św. Michała Archanioła w Niemicy[1]
- Miłosierdzia Bożego w Wysokiej Kamieńskiej[1]